# Coupe de la Ligue 2003-2004
La Coupe de la Ligue 2003-2004 fu la 10ª edizione della manifestazione. Iniziò il 23 settembre 2003 e si concluse il 17 aprile 2004 con la finale allo Stade de France, vinta dal Sochaux ai calci di rigore contro il Nantes. La squadra campione in carica era il Monaco.

## Calendario
| Turno            | Partita Unica                                |                                              |
| ---------------- | -------------------------------------------- | -------------------------------------------- |
| Primo turno      | 23-24 settembre 2003                         | 23-24 settembre 2003                         |
| Secondo turno    | 28-29 ottobre 2003                           | 28-29 ottobre 2003                           |
| Ottavi di finale | 16-17 dicembre 2003                          | 16-17 dicembre 2003                          |
| Quarti di finale | 13-14 gennaio 2004                           | 13-14 gennaio 2004                           |
| Semifinali       | 3-4 febbraio 2004                            | 3-4 febbraio 2004                            |
| Finale           | 17 aprile 2004 Saint-Denis (Stade de France) | 17 aprile 2004 Saint-Denis (Stade de France) |

## Partite

### Primo Turno
| Squadra 1     | Risultato         | Squadra 2         |
| ------------- | ----------------- | ----------------- |
| Troyes        | 2 - 0             | Caen              |
| Lorient       | 0 - 0 (3 - 0 dcr) | Besançon          |
| Valence       | 1 - 0             | Angers            |
| Nîmes         | 4 - 2 (dts)       | Le Havre          |
| Istres        | 1 - 0             | Châteauroux       |
| Sedan         | 0 - 0 (5 - 4 dcr) | Stade Reims       |
| Beauvais      | 1 - 0             | Grenoble          |
| Clermont Foot | 3 - 0 (dts)       | Niort             |
| Wasquehal     | 1 - 2             | Créteil-Lusitanos |
| Laval         | 0 - 2             | Gueugnon          |
| Amiens        | 0 - 1             | Nancy             |
| Saint-Étienne | 1 - 0             | Rouen             |

### Secondo Turno
| Squadra 1           | Risultato         | Squadra 2           |
| ------------------- | ----------------- | ------------------- |
| Olympique Marsiglia | 2 - 0             | Monaco              |
| Metz                | 3 - 0             | Guingamp            |
| Lens                | 1 - 1 (4 - 2 dcr) | Olympique Lione     |
| Troyes              | 2 - 1 (dts)       | Créteil-Lusitanos   |
| Strasburgo          | 0 - 1             | Bordeaux            |
| Sedan               | 2 - 0             | Lorient             |
| Auxerre             | 1 - 0             | Rennes              |
| Ajaccio             | 2 - 2 (1 - 4 dcr) | Nizza               |
| Montpellier         | 0 - 1             | Clermont Foot       |
| Nantes              | 3 - 1 (dts)       | Nancy               |
| Saint-Étienne       | 1 - 0             | Beauvais            |
| Gueugnon            | 1 - 1 (3 - 2 dcr) | Paris Saint-Germain |
| Nîmes               | 1 - 2             | Lilla               |
| Bastia              | 1 - 0             | Tolosa              |
| Sochaux             | 3 - 2 (dts)       | Valence             |
| Le Mans             | 2 - 1             | Istres              |

### Ottavi di finale
| Squadra 1 | Risultato   | Squadra 2           |
| --------- | ----------- | ------------------- |
| Le Mans   | 3 - 1 (dts) | Sedan               |
| Nantes    | 1 - 0 (dts) | Clermont Foot       |
| Gueugnon  | 3 - 1       | Bastia              |
| Troyes    | 0 - 3       | Auxerre             |
| Lilla     | 2 - 3       | Saint-Étienne       |
| Nizza     | 1 - 0       | Metz                |
| Lens      | 2 - 0       | Bordeaux            |
| Sochaux   | 1 - 0       | Olympique Marsiglia |

### Quarti di finale
| Squadra 1      | Risultato         | Squadra 2 |
| -------------- | ----------------- | --------- |
| Le Mans        | 1 - 1 (4 - 5 dcr) | Nantes    |
| Gueugnon       | 0 - 1 (6 - 7 dcr) | Auxerre   |
| Saint-Étienne' | 2 - 0             | Nizza     |
| Lens           | 0 - 4             | Sochaux   |

### Semifinali
| Squadra 1     | Risultato         | Squadra 2 |
| ------------- | ----------------- | --------- |
| Nantes        | 0 - 0 (5 - 4 dcr) | Auxerre   |
| Saint-Étienne | 2 - 3 (dts)       | Sochaux   |

### Finale
| Arbitro: | Pascal Garibian |

|                                                                 |                      |                                                           |
| Pujol 13’                                                       | Marcatori            | 18’ Monsoreau                                             |
| Quint Pujol Yepes Yapi Yapo Moldovan Armand Landreau Delhommeau | Tiri di rigore 4 – 5 | Frau Isabey Mathieu Pagis Lonfat Diawara Flachez Pedretti |

| Nantes | Sochaux |

#### Formazioni
| Nantes      |    |                      |  |      |
|             |    |                      |  |      |
| P           | 1  | Mickaël Landreau (C) |  |      |
| D           | 5  | Nicolas Gillet       |  | 71’  |
| D           | 6  | Mario Yepes          |  |      |
| D           | 12 | Pascal Delhommeau    |  |      |
| D           | 22 | Sylvain Armand       |  |      |
| C           | 8  | Frédéric Da Rocha    |  |      |
| C           | 13 | Mathieu Berson       |  |      |
| C           | 15 | Nicolas Savinaud     |  | 115’ |
| C           | 35 | Emerse Faé           |  | 85’  |
| A           | 9  | Viorel Moldovan      |  |      |
| A           | 28 | Grégory Pujol        |  |      |
| Sostituti:  |    |                      |  |      |
| P           | 16 | Willy Grondin        |  |      |
| D           | 24 | Loïc Guillon         |  | 71’  |
| C           | 10 | Gilles Yapi Yapo     |  | 85’  |
| C           | 14 | Olivier Quint        |  | 115’ |
| A           | 19 | Marama Vahirua       |  |      |
| Allenatore: |    |                      |  |      |
| Loïc Amisse |    |                      |  |      |

| Sochaux     |    |                     |  |      |
|             |    |                     |  |      |
| P           | 16 | Teddy Richert       |  |      |
| D           | 3  | Grégory Paisley     |  |      |
| D           | 4  | Maxence Flachez     |  |      |
| D           | 5  | Sylvain Monsoreau   |  | 100’ |
| D           | 19 | Philippe Raschke    |  |      |
| C           | 21 | Souleymane Diawara  |  |      |
| C           | 10 | Wilson Oruma        |  | 60’  |
| C           | 17 | Benoît Pedretti (C) |  |      |
| C           | 25 | Jérémy Mathieu      |  |      |
| A           | 11 | Francileudo Santos  |  | 96’  |
| A           | 13 | Pierre-Alain Frau   |  |      |
| Sostituti:  |    |                     |  |      |
| P           | 1  | Gérard Gnanhouan    |  |      |
| D           | 2  | Ibrahim Tall        |  |      |
| C           | 12 | Michaël Isabey      |  | 60’  |
| C           | 14 | Johann Lonfat       |  | 100’ |
| A           | 9  | Mickaël Pagis       |  | 96’  |
| Allenatore: |    |                     |  |      |
| Guy Lacombe |    |                     |  |      |